# شهرزاد (مسلسل إيراني)
شهرزاد مسلسل درامي رومانسي وتاريخي إيراني من تأليف حسن فتحي ونغمة سميني، إنتاج محمد إمامي وإخراج حسن فتحي.

## وصلات خارجية
- شهرزاد على موقع IMDb (الإنجليزية)
- شهرزاد على موقع كينوبويسك (الروسية)
- شهرزاد على موقع قاعدة بيانات الفيلم (الإنجليزية)